# Мельников, Николай Алексеевич (архитектор)
Николай Алексеевич Мельников (21 июля (2 августа) 1846 — 18 (31) августа 1911) — русский архитектор, художник, академик архитектуры. Автор ряда доходных домов и православных храмов, работавший в стиле эклектики. Гласный Городской думы, член ряда обществ и комиссий. Работал в Санкт-Петербурге, Ораниенбауме.

## Биография
Родился 21 июля (2 августа) 1846 года в семье архитектора и академика Алексея Прокофьевича Мельникова. В 1867—1876 годах учился в Российской императорской академии художеств. В 1871 году получил золотую медаль имени Н. А. Демидова и А. Ф. Ржевской (за расчёт и чертежи перестройки аварийной церкви в Серпухове); в 1875 — 2 серебряную медаль за проект «Здание для картинной галереи, служащее для помещения приезжающих гостей»; в 1876 — 1 серебряную медаль за программу «Здание музея интендантского ведомства». В 1876 году получил звание классного художника 3 степени, в 1883 — классного художника 2 степени.
Будучи деятельным и творческим человеком, Николай Мельников интересовался фотографией. Для её популяризации и дохода в 1863 году открыл своё фотоателье на Васильевском острове (Большой проспект В. О., 19). В апреле 1873 года продал фотоателье и полностью сосредоточился на архитектуре. Женился 22 октября 1879 года на дочери Ф. И. Иордана Александре (1859—?).

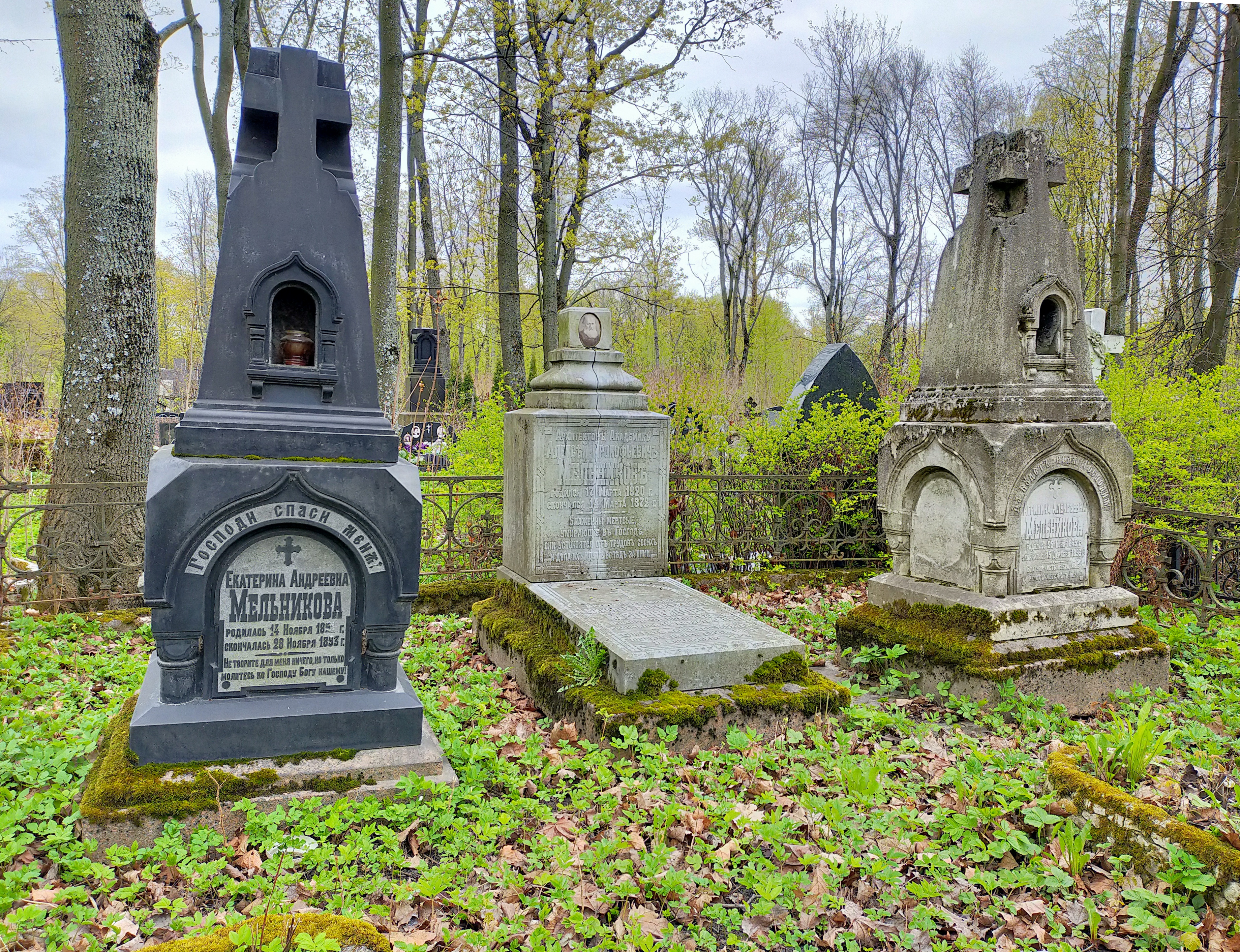
Семейное захоронение Мельниковых на Волковском православном кладбище

В 1882 году «за особые труды и заслуги по общине сестёр милосердия Святого Георгия» награждён орденом Святого Владимира 4-й степени. Действительный член Петербургского общества архитекторов (с 1882 года). Был гласным Санкт-Петербургской городской думы, вёл активную общественную жизнь, занимался благотворительностью. Участвовал в создании школы при благотворительном обществе «в память 19 февраля 1861 года», был председателем попечительского совета. На пожертвования по проекту архитектора был построен двухэтажный дом благотворительного общества, включавший домовую церковь. По его эскизу из тёмного дуба был выполнен иконостас церкви. Почётный член Свято-Троицкого богаделенного дома в Ораниенбауме. В марте 1899 года назначен архитектором Санкт-Петербургской глазной лечебницы.
С 1903 года Мельников состоял казначеем Алексеевского общества дел милосердия, учреждённого протоиереем Алексием Колоколовым для благоустройства Успенского острова (в настоящее время — остров Октября, заброшен) на Волхове.
Был задушен 18 (31) августа 1911 года в собственной квартире в доме 33 по улице Жуковского при ограблении; вскоре в Тихвине убийц поймали; 23 августа 1911 года состоялись торжественные похороны покойного Н. А. Мельникова при присутствии множества известных и должностных лиц. Похоронен на Волковском православном кладбище в Санкт-Петербурге. Могила внесена в Перечень мест захоронений на кладбищах Санкт-Петербурга известных граждан, внёсших значительный вклад в историю России и Санкт-Петербурга.

## Проекты и постройки

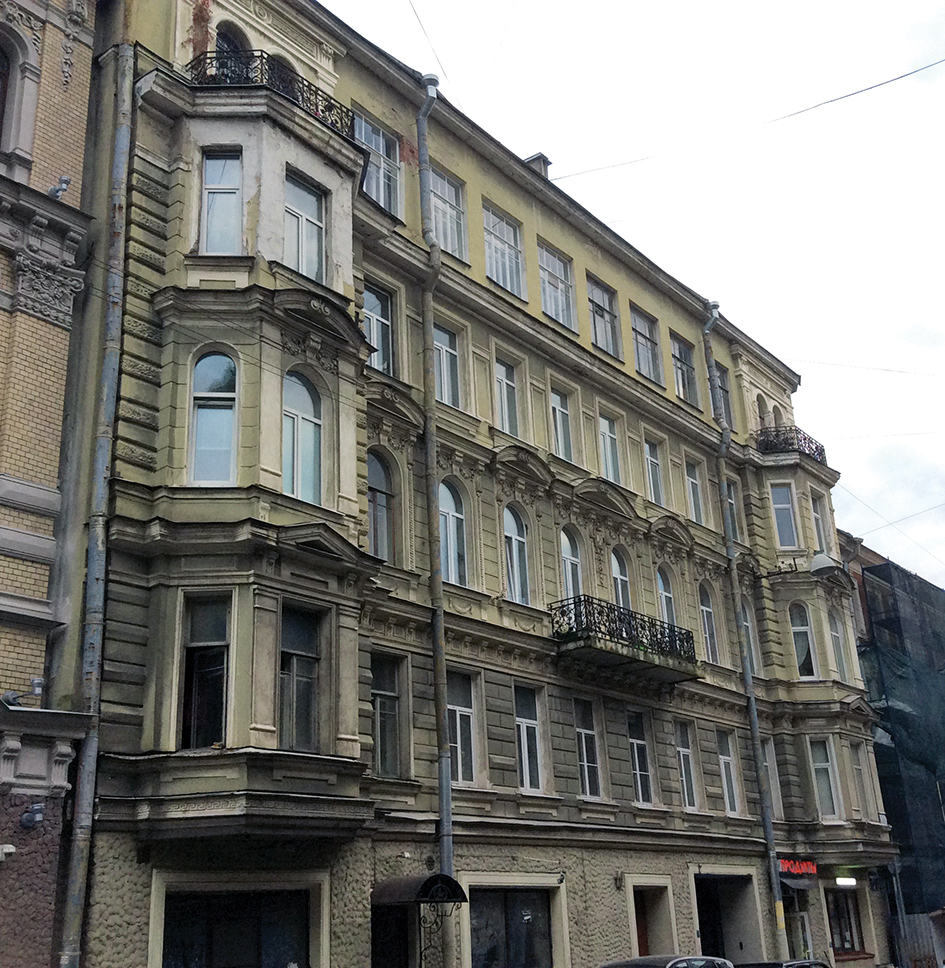
Доходный дом по Галерной ул., 42 в Санкт-Петербурге (1902)

### Санкт-Петербург
- Доходный дом. Улица Жуковского, 33—33а (совместно с А. Г. Гронвальдом; 1875—1878)[13][14];
- Доходный дом А. П. Чувалдиной (перестройка). Гороховая улица, 56 (совместно с А. Г. Гронвальдом; 1879—1880)[15];
- Николаевский дом призрения престарелых и увечных граждан. Расстанная улица, 20, двор. Расширение и банный корпус (совместно с А. Г. Гронвальдом; 1879). Часовня-покойницкая (1882)[16];
- Доходный дом (перестройка). Гороховая улица, 51 (совместно с А. Г. Гронвальдом; 1880)[17];
- Доходный дом (перестройка). Подольская улица, 28 (совместно с А. Г. Гронвальдом; 1880)[18];
- Доходный дом (надстройка и расширение). Проспект Римского-Корсакова, 77 / Дровяной переулок, 22 (совместно с А. Г. Гронвальдом; 1880)[19];
- Доходный дом. Подольская улица, 44 (совместно с А. Г. Гронвальдом; 1880—1881; перестроен)[20];
- Доходный дом. Басков переулок, 25 (1880—1881)[21];
- Доходный дом. Мытнинская набережная, 9 (1881, надстроен)[22];
- Доходные дома. Лиговский проспект, 194 — Прилукская улица, 19, 21, 23 (1881—1882, надстроены)[23];
- Доходный дом (перестройка). Гороховая улица, 62 (1882)[24];
- Комплекс зданий Георгиевской общины сестер милосердия. Выборгская набережная, 11 — Оренбургская улица, 2 (1882—1884, не сохранились)[25][26][27][28];
- Доходный дом (угловая часть). Средний пр. ВО, 67 / 17-я линия, 32 (1883)[29];
- Доходный дом А. М. Копылова (надстройка). Улица Печатника Григорьева, 15 (1883, надстроен)[30];
- Церковь Марии Магдалины в скиту Воскресенского Новодевичьего монастыря. Московский проспект, 100 (1884, не сохранилась)[31];
- Доходный дом (перестройка). Набережная реки Фонтанки, 80 / переулок Джамбула, 2 (1885, надстроен)[32];
- Доходный дом Е. А. Ивановой (перестройка). Набережная реки Фонтанки, 187 (1888, надстроен)[33];
- Церковный дом Волковского кладбища. Расстанная улица, 27 (1889, надстроен)[3];
- Дом-причта Спасо-Преображенского всей гвардии собора (расширение). Улица Рылеева ул., 3 / Артиллерийская улица, 6 (1890, надстроен)[34];
- Доходный дом. 9-я Советская улица, 18 (1892)[35];
- Доходный дом (перестройка). Апраксин переулок, 10—12 (1893)[36];
- Доходный дом. Лиговский проспект, 120—122 (1896—1897, надстроен)[37][37][38];
- Доходный дом. 8-я Советская улица, 24 (1897)[39];
- Николаевский дом призрения (включён существующий дом). Коломенская улица, 42 / улица Константина Заслонова, 5 (1898—1899)[40][41];
- Доходный дом. Тамбовская ул., 65 / Прилукская улица, 31 (1898—1899)[42];
- Доходный дом. 4-я Советская улица, 21 (1899)[43];
- Доходный дом. Донская улица, 25 / Неманский переулок, 3х (1900)[44];
- Доходный дом. Тамбовская улица, 30 (1900)[45];
- Доходный дом. Малодетскосельский проспект, 36 (1900—1901)[46];
- Доходный дом. Галерная улица, 42 (1901—1902)[47];
- Здание школы общества благотворения в память 19 февраля 1861 года. Тамбовская улица, 16 (1902—1904)[48];
- Доходный дом А. И. Груздева. Невский проспект, 104 (1902—1903)[49].

### Ленинградская область
- Церковь Покрова Пресвятой Богородицы (деревянная). Вольково, Волховский район (1860—1863, не сохранилась)[50];
- Церковь Рождества Пресвятой Богородицы. Вороново, Волховский район (1865, не сохранилась)[51];
- Церковь Параскевы (Пятницы). Верховина, Волховский район (1869—1876)[52];
- Церковь Преображения Господня. Шавково, Сланцевский район (1897—1899, совместно с С. И. Андреевым; сохранилась частично)[53];
- Церковь во имя Введения во Храм Пресвятой Богородицы. Заречье, Волховский район (1911—1912)[54].